# David Morse (acteur)
Pour les articles homonymes, voir David Morse et Morse.
David Morse, né le 11 octobre 1953 à Hamilton, Massachusetts (États-Unis), est un acteur et scénariste américain.

## Biographie

### Jeunesse
David Bowditch Morse est né le 11 octobre 1953 à Hamilton, Massachusetts (États-Unis).

### Carrière
En 1991, il décroche son premier grand rôle : il incarne Joe Roberts, frère de Frank Roberts (joué par Viggo Mortensen) dans le film The Indian Runner de Sean Penn. Ce film est inspiré de la chanson Highway patrolman de Bruce Springsteen.
Il est notamment nommé aux Emmy Awards pour ses prestations dans la série télévisée Dr House, pour le rôle de l'inspecteur Michael Tritter, personnage récurrent de la saison 3, et dans le rôle de George Washington pour la minisérie John Adams.
Il est en particulier connu pour des rôles secondaires dans des films bien placés au box-office comme Rock, La Ligne verte ou L'Armée des douze singes.

### Vie privée
David Morse est marié depuis le 19 juin 1982 à l'actrice Susan Wheeler Duff, avec qui il a eu trois enfants, une fille et des jumeaux.

## Filmographie

### Cinéma
- 1980 : Rendez-vous chez Max's (Inside Moves) de Richard Donner: Jerry Maxwell
- 1983 : Le Retour de Max Dugan (Max Dugan Returns) de Herbert Ross : le flic du magasin de chaussures
- 1987 : Personal Foul de Ted Lichtenfeld : Ben
- 1990 : La Maison des otages (Desperate Hours) de Michael Cimino : Albert
- 1991 : The Indian Runner de Sean Penn : Joe Roberts
- 1993 : Le Bon Fils (The Good Son) :de Joseph Ruben Jack
- 1994 : Magic Kid II de Stephen Furst : Jack
- 1994 : Guet-apens (The Getaway) de Roger Donaldson : Jim Deer Jackson
- 1995 : Crossing Guard (The Crossing Guard) de Sean Penn : John Booth
- 1995 : L'Armée des douze singes (12 Monkeys) de Terry Gilliam : Dr Peters
- 1996 : Rock de Michael Bay : Major Tom Baxter
- 1996 : Mesure d'urgence (Extreme Measures) de Michael Apted : Frank Hare
- 1996 : Au revoir à jamais (The Long Kiss Goodnight) de Renny Harlin : Luke / Dédale
- 1997 : George B. d'Eric Lea : George
- 1997 : Contact de Robert Zemeckis : Ted Arroway, le père d'Ellie
- 1998 : Négociateur (The Negotiator) de F. Gary Gray : Adam Beck
- 1999 : La Tête dans le carton à chapeaux (Crazy Alabama) d'Antonio Banderas : Dove Bullis
- 1999 : La Ligne verte (The Green Mile) de Frank Darabont : Brutus Howell, dit « Brutal »
- 2000 : Dancer in the Dark de Lars Von Trier : Bill Houston
- 2000 : Piégé (Bait) d'Antoine Fuqua : Edgar Clenteen
- 2000 : L'Échange (Proof of Life) de Taylor Hackford : Peter Bowman
- 2001 : Cœurs perdus en Atlantide (Hearts in Atlantis) de Scott Hicks : Bobby Garfield adulte
- 2001 : The Crusader (Diary of a City Priest) d'Eugene Martin : Père John McNamee
- 2002 : Double Vision (Shuang Tong) de Chen Kuo-fu : Kevin Richter
- 2002 : The Slaughter Rule d'Alex Smith et Andrew J. Smith : Gideon Ferguson
- 2003 : Le Journal d'un prêtre urbain : Weir, Peter
- 2005 : Down in the Valley de David Jacobson : Wade
- 2005 : Nearing Grace de Rick Rosenthal : Shep Nearing
- 2005 : Dreamer de John Gatins : Everett Palmer
- 2006 : 16 Blocs de Richard Donner : Frank Nugent
- 2007 : Hounddog de Deborah Kampmeier : Papa
- 2007 : Paranoïak (Disturbia) de D.J. Caruso : Turner
- 2008 : Les Passagers (Passengers) de Rodrigo Garcia : Arkin
- 2009 : Démineurs (The Hurt Locker) de Kathryn Bigelow : Colonel Reed
- 2010 : Shanghai de Mikael Hafstrôm : Richard Astor
- 2010 : Mother and Child de Rodrigo Garcia : Tom
- 2010 : Mint julep de Kathy Fehl et Ian Teal : Karl
- 2011 : Hell Driver (Drive Angry 3D) de Patrick Lussier : Webster
- 2011 : Collaborator de Martin Donovan : Gus Williams
- 2012 : La Drôle de vie de Timothy Green (The Odd Life of Timothy Green) de Peter Hedges : James Green Sr.
- 2012 : Yellow de Nick Cassavetes : le psychologue
- 2013 : World War Z de Marc Forster : l'ex-agent de la CIA
- 2013 : McCanick de Josh C. Waller : Eugene « Mack » McCanick
- 2013 : Winter in the Blood d'Alex Smith et Andrew J. Smith : l'homme de l'avion
- 2014 : Horns d'Alexandre Aja : Dale Williams
- 2015 : Seul contre tous (Concussion) de Peter Landesman : Mike Webster
- 2015 : The Boy de Craig William McNeill : John Henley
- 2017 : Trouble (en) de Theresa Rebeck : Gerry
- 2017 : Thank You for Your Service de Jason Hall : Fred Gusman
- 2021 : Le Virtuose (The Virtuoso) de Nick Stagliano : le député
- 2024 : Cabrini d'Alejandro Monteverde : Archevêque Corrigan

### Télévision
- 1982 : Hôpital St Elsewhere : Dr Jack Morrison
- 1983 : Prototype Humain (Prototype) : Michael
- 1989 : La Croix de feu (Cross of fire) : Klell Henry
- 1993 : SeaQuest, police des mers : Lenny Sutter
- 1993 : Tremblement de terre à San Francisco : Dr. Jim Betts
- 1995 : Les Langoliers (The Langoliers) : Brian Engle
- 2002 : Le Justicier de l'ombre (Hack) : Mike Olshansky
- 2006 : Dr House : Michael Tritter (6 épisodes)
- 2008 : John Adams : George Washington
- 2009 : Médium : Douglas Lydecker (3 épisodes)
- 2010-2013 : Treme : Terry Colson (24 épisodes)
- 2015 : True Detective : Eliot Bezzerides
- 2016-2017 : Outsiders : Big Foster Farrell
- 2017-2020 : Blindspot : Hank Crawford
- 2018 : Escape at Dannemora : Gene Palmer
- 2019 : The Deuce : Matthew Rouse
- 2019 : The Morning Show : Mr Jackson
- 2020 : The Good Lord Bird : Dutch Henry Sherman
- 2021 : Directrice (The Chair) : Dean Paul Larson
- 2023 : The Last Thing He Told Me : Nicholas Bell
- 2025 : Nous les menteurs : Harris Sinclair

## Voix françaises
En France, Philippe Peythieu est la voix française régulière de David Morse.
Au Québec, Benoît Rousseau est la voix québécoise régulière de l'acteur.
En France
| - Philippe Peythieu dans : - Les Langoliers (mini-série) - Down in the Valley - 16 Blocs - Les Passagers - Hell Driver - Treme (série télévisée) - Horns - True Detective (série télévisée) - Escape at Dannemora (série télévisée) - Directrice (mini-série) - Cabrini - Nous les menteurs (série télévisée) - Philippe Vincent dans : - La Maison des otages - Négociateur - Emmanuel Jacomy dans : - Le Bon Fils - Rock - Bernard Bollet dans (les séries télévisées) : - Le Justicier de l'ombre - Médium - Loïc Houdré dans : - La Ligne verte - Dancer in the Dark | - José Luccioni (*1949 - 2022) dans : - Paranoïak - The Morning Show (série télévisée) - Bernard Lanneau dans : - Dr House (série télévisée) - The Boy - Philippe Dumond dans (les séries télévisées) : - Blindspot - The Good Lord Bird Et aussi - Jérôme Rebbot dans The Indian Runner - Daniel Kenigsberg dans L'Armée des douze singes - Bruno Wolkowitch dans Crossing Guard - Bruno Dubernat (*1962 - 2022) dans Au revoir à jamais - Daniel Lafourcade dans Contact - Gabriel Le Doze dans La Tête dans le carton à chapeaux - Patrick Béthune (*1956 - 2017) dans Démineurs - Féodor Atkine dans John Adams (mini-série) - Stefan Godin dans World War Z - Pascal Casanova dans Seul contre tous |

Au Québec
| - Benoît Rousseau dans : - Négociateur - La Ligne verte - Cœurs perdus en Atlantide - Le Rêveur: Inspiré d'une histoire vraie - 16 Blocs - Passagers - Cornes - Commotion - Marc Bellier dans : - Le Bon Fils - Le Rocher - Piégé - Preuve de Vie - La Drôle de vie de Timothy Green | Et aussi - Pierre Auger dans 12 Singes - Hubert Fielden dans Mesures extrêmes - Sylvain Hétu dans Conduite infernale |